# Liscio (film)
Liscio è un film del 2006 diretto da Claudio Antonini con Laura Morante, la cui interpretazione le fruttò una candidatura ai David di Donatello 2007 come miglior attrice protagonista.

## Trama
Raul (Umberto Morelli) è un ragazzino delle medie che nasce in una famiglia di musicisti di liscio. Il nonno è un fisarmonicista (che muore all'inizio del film) e la madre Monica (Laura Morante) canta in un complesso. Lei è insoddisfatta della sua carriera, vorrebbe poter cantare canzoni sue, e per di più la sua vita è circondata da numerosi uomini che la mattina dopo cercano di fare amicizia col figlio.
Lui vorrebbe più stabilità per sua madre e gli viene così l'idea di farla fidanzare col suo professore di musica Medri (Antonio Catania) ma tutti i suoi tentativi falliscono. In più litiga col suo migliore amico Giovanni perché sparla della madre. È così frustrato dalla situazione che si immerge in mare e si prende la polmonite. Nelle tre settimane di convalescenza rinsalda l'amicizia con Manuela e Milhaus, rifiuta le visite di Giovanni e scopre che la madre esce col prof. Medri.
Poi ritorna in classe felice ma Giovanni gli fa vedere sulla sua videocamera che Medri si bacia con la prof.ssa d'inglese. A quel punto se la prende pure con la madre e il professore.
Però poi la sera del debutto come cantante della madre, mentre lei è in preda al panico e sembra aver perso la voce, Raul si rende conto di quanto bene le vuole, anche se non riusciva mai a dirglielo, e si fa vedere da lei che comincia a cantare.
Alla fine arriva l'estate, i malumori sono finiti, Giovanni si è fatto perdonare e Manuela è sempre presente.

## Colonna sonora

### Album
Liscio (Original Motion Picture Soundtrack) è l'album che racchiude le musiche originali della colonna sonora del film, pubblicato il 1 gennaio 2017. Contiene 15 brani, per un totale di 32 minuti. 

#### Tracce
- Gianni Coscia, Gianluigi Trovesi, Riccardo Tesi – Come un tango di Gardel (solo fisarmonica) - 1:15
- Gianni Coscia, Gianluigi Trovesi, Riccardo Tesi – Brucia questo amore - 3:26 - cantata da Laura Morante
- Gianni Coscia, Gianluigi Trovesi, Riccardo Tesi – Orfeo Calipso - 2:41
- Gianni Coscia, Gianluigi Trovesi, Riccardo Tesi – Improvvisazione - 3:18
- Gianni Coscia, Gianluigi Trovesi, Riccardo Tesi – Orfeo Polka - 2:22
- Gianni Coscia, Gianluigi Trovesi, Riccardo Tesi – Improvvisazione (clarino) - 0:49
- Gianni Coscia, Gianluigi Trovesi, Riccardo Tesi – Via da qui - 1:15
- Gianni Coscia, Gianluigi Trovesi, Riccardo Tesi – Come un tango di Gardel - 1:51
- Gianni Coscia, Gianluigi Trovesi, Riccardo Tesi – Orfeo Polka (con improvvisazione) - 2:44
- Gianni Coscia, Gianluigi Trovesi, Riccardo Tesi – Orfeo mare - 2:08
- Gianni Coscia, Gianluigi Trovesi, Riccardo Tesi – Mazurca del nonno - 1:34
- Gianni Coscia, Gianluigi Trovesi, Riccardo Tesi – Come un tango di Gardel (versione lenta) - 1:53
- Gianni Coscia, Gianluigi Trovesi, Riccardo Tesi – Il vestito blu - 1:55
- Gianni Coscia, Gianluigi Trovesi, Riccardo Tesi – Polka - 2:15

## Riconoscimenti
- 2006 - Alice nella Città - sezione giovani di Cinema. Festa internazionale di Roma 2006
  - Film vincitore del premio nella sezione K12
- 2007 - David di Donatello
  - Nomination Migliore attrice protagonista a Laura Morante
- 2007 - Nastro d'argento
  - Nomination Miglior canzone originale (Brucia questo amore) cantata da Laura Morante, di Riccardo Tesi, Gianni Coscia e Gianluigi Trovesi